# 道新ニュースプリズム
『道新ニュースプリズム』（どうしんニュースプリズム）は、1978年4月3日から1979年3月30日まで北海道文化放送で放送された北海道向けの平日夕方のローカルニュース番組。

## 番組概要
UHBはそれまで『FNNニュース6:30』の後に『道新ニュース』（18:45 - 18:50）を放送していたが、それを発展解消させて生まれたのがこの番組である。キャスターは鶴岡昭男、田畑允（まこと）両北海道新聞編集委員が1週交替で務めた。当初の放送時間は18:50 - 19:00だったが、1978年10月2日からは『FNNニュースレポート6:00』がスタートするのを受けて18:30 - 18:40になった。番組終了直後の時間帯には天気予報は18:45 - 18:50までに放送されていた。
1979年4月2日に放送枠を25分に拡大した後継番組『テレビ道新6:30』がスタートするのに伴い、番組は同年3月30日放送分をもって終了した。

## キャスター
- 鶴岡昭男（北海道新聞編集委員） - 1週交替で出演。
- 田畑允（北海道新聞編集委員） - 1週交替で出演。

## 放送時間
- 月曜 - 金曜 18:50 - 19:00（1978年4月3日 - 1978年9月29日）
- 月曜 - 金曜 18:30 - 18:40（1978年10月2日 - 1979年3月30日）